# Stolac
Pour les articles homonymes, voir Stolac.
Stolac (en cyrillique : Столац) est une ville et une municipalité de Bosnie-Herzégovine située dans le canton d'Herzégovine-Neretva en fédération de Bosnie-et-Herzégovine. Selon les premiers résultats du recensement bosnien de 2013, la ville intra muros compte 3 957 habitants et la municipalité 14 889.
L'« ensemble naturel et architectural de Stolac » est proposé par la Bosnie-Herzégovine pour une inscription au patrimoine mondial de l'UNESCO.

## Géographie
Stolac est une ville du sud de la Bosnie-Herzégovine, proche de Mostar.

## Relief

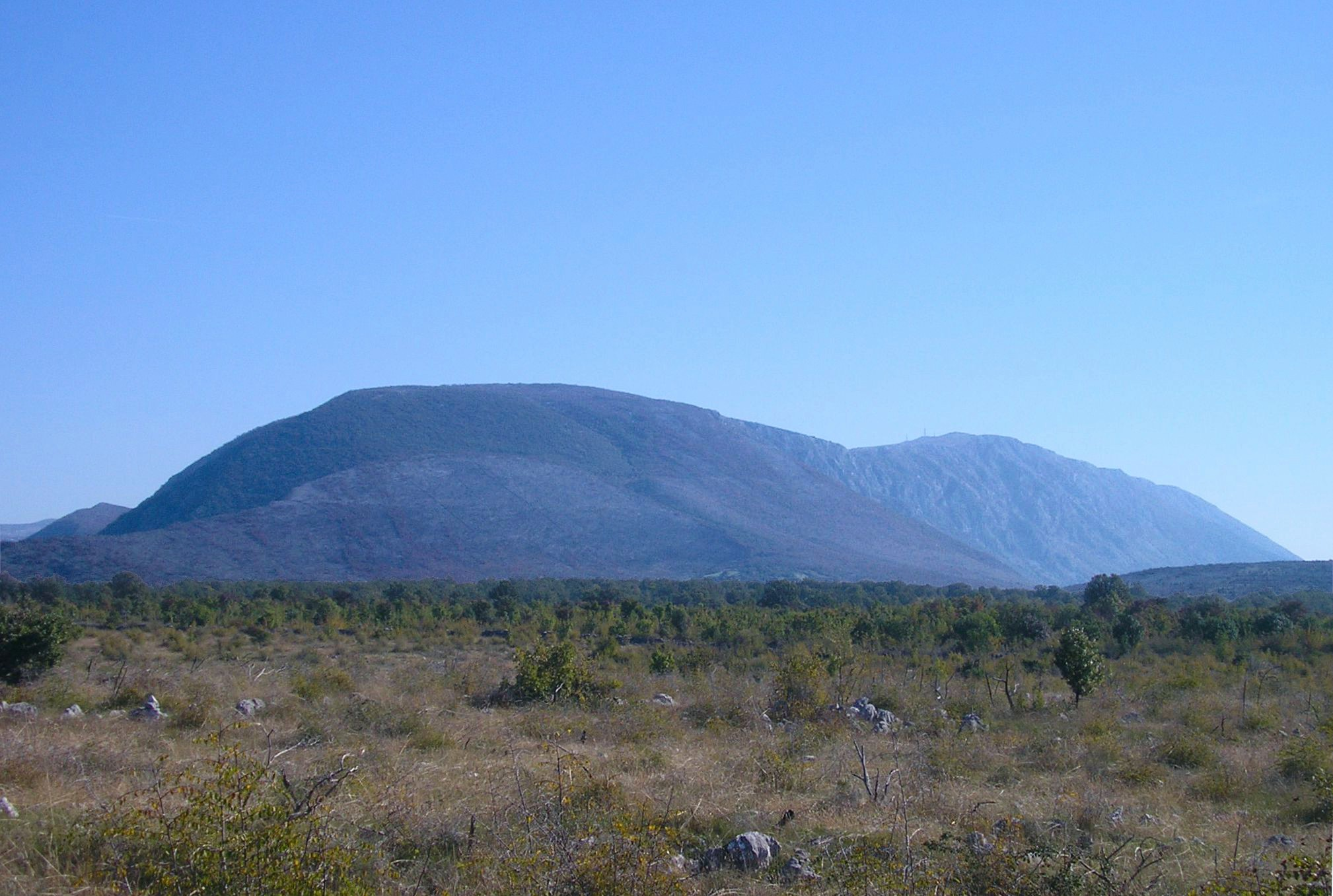
Le mont Hrgud au nord-est de Stolac

## Hydrologie
La ville est située sur les rives de la rivière Bregava, un affluent gauche de la Neretva.

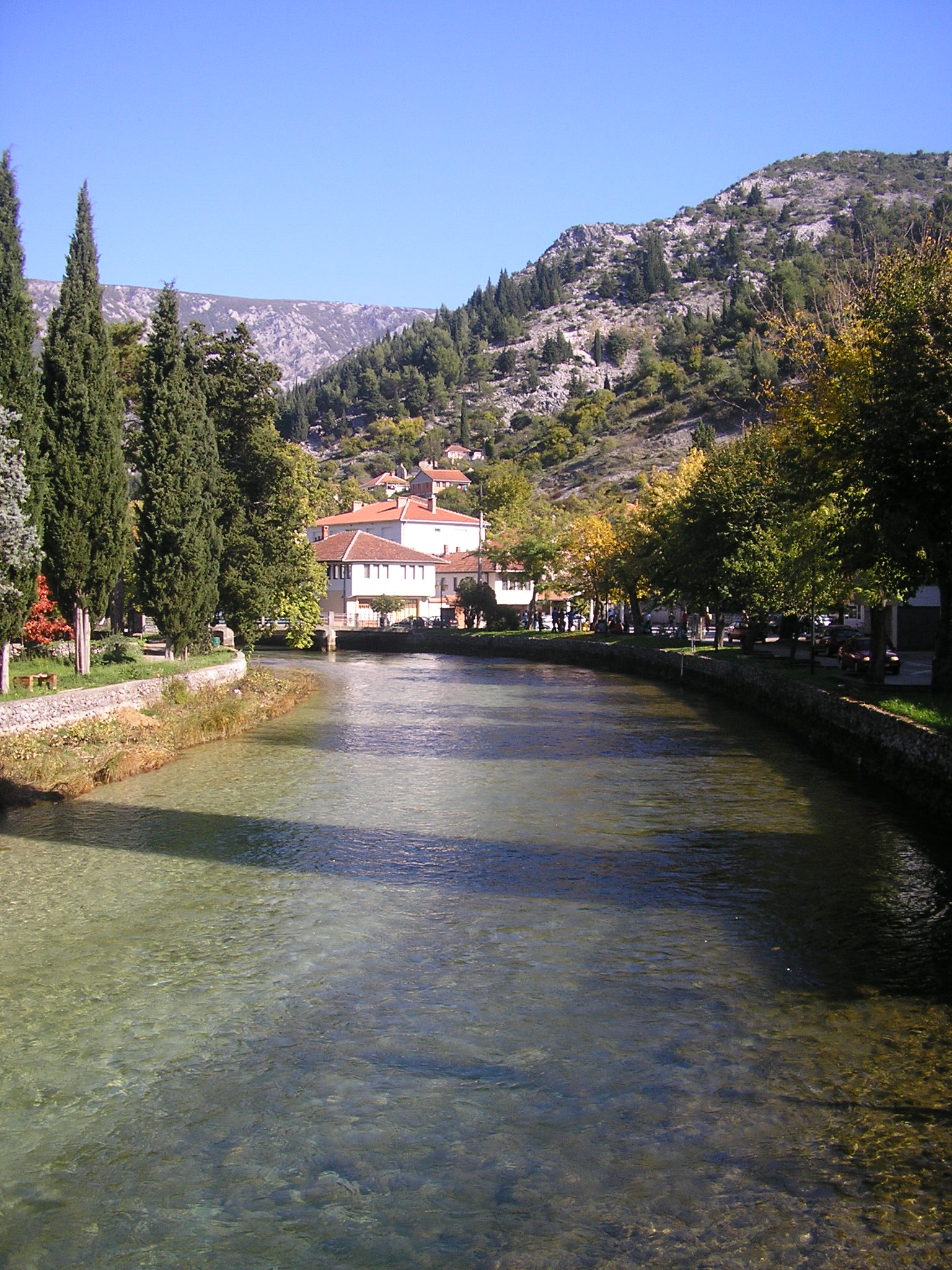
La rivière Bregava à Stolac

## Climat
Stolac jouit d'un climat tempéré chaud, avec une température moyenne annuelle de 15,3 °C ; juillet est le mois le plus chaud de l'année, avec une moyenne de 24,9 °C. Le mois le plus froid est janvier avec une moyenne de 6,2 °C. La moyenne des précipitations annuelles est de 1 376 mm/m2, avec les précipitations mensuelles les plus faibles en juillet et les plus élevées en novembre.
| Mois                                 | Janv | Fév  | Mars | Avr  | Mai  | Juin | Juil | Août | Sept | Oct  | Nov  | Déc  | Année |
| ------------------------------------ | ---- | ---- | ---- | ---- | ---- | ---- | ---- | ---- | ---- | ---- | ---- | ---- | ----- |
| Températures maximales moyennes (°C) | 9,6  | 11,5 | 15,0 | 18,3 | 23,7 | 27,1 | 30,7 | 30,3 | 26,8 | 21,3 | 14,8 | 11,0 |       |
| Températures moyennes (°C)           | 6,2  | 7,8  | 10,5 | 13,4 | 18,0 | 21,7 | 24,9 | 24,5 | 21,2 | 16,6 | 11,2 | 7,8  | 15,3  |
| Températures minimales moyennes (°C) | 2,9  | 4,1  | 6,0  | 8,6  | 12,7 | 16,3 | 19,1 | 18,8 | 15,7 | 11,9 | 7,6  | 4,6  |       |
| Précipitations moyennes (mm)         | 148  | 136  | 117  | 113  | 83   | 66   | 42   | 57   | 95   | 140  | 190  | 189  | 1376  |

## Histoire

### Préhistoire et Antiquité
Des découvertes archéologiques effectuées dans la forteresse de Stolac témoignent de l'occupation du site à l'époque romaine ; la ville actuelle forme alors le municipium de Dilumtum.

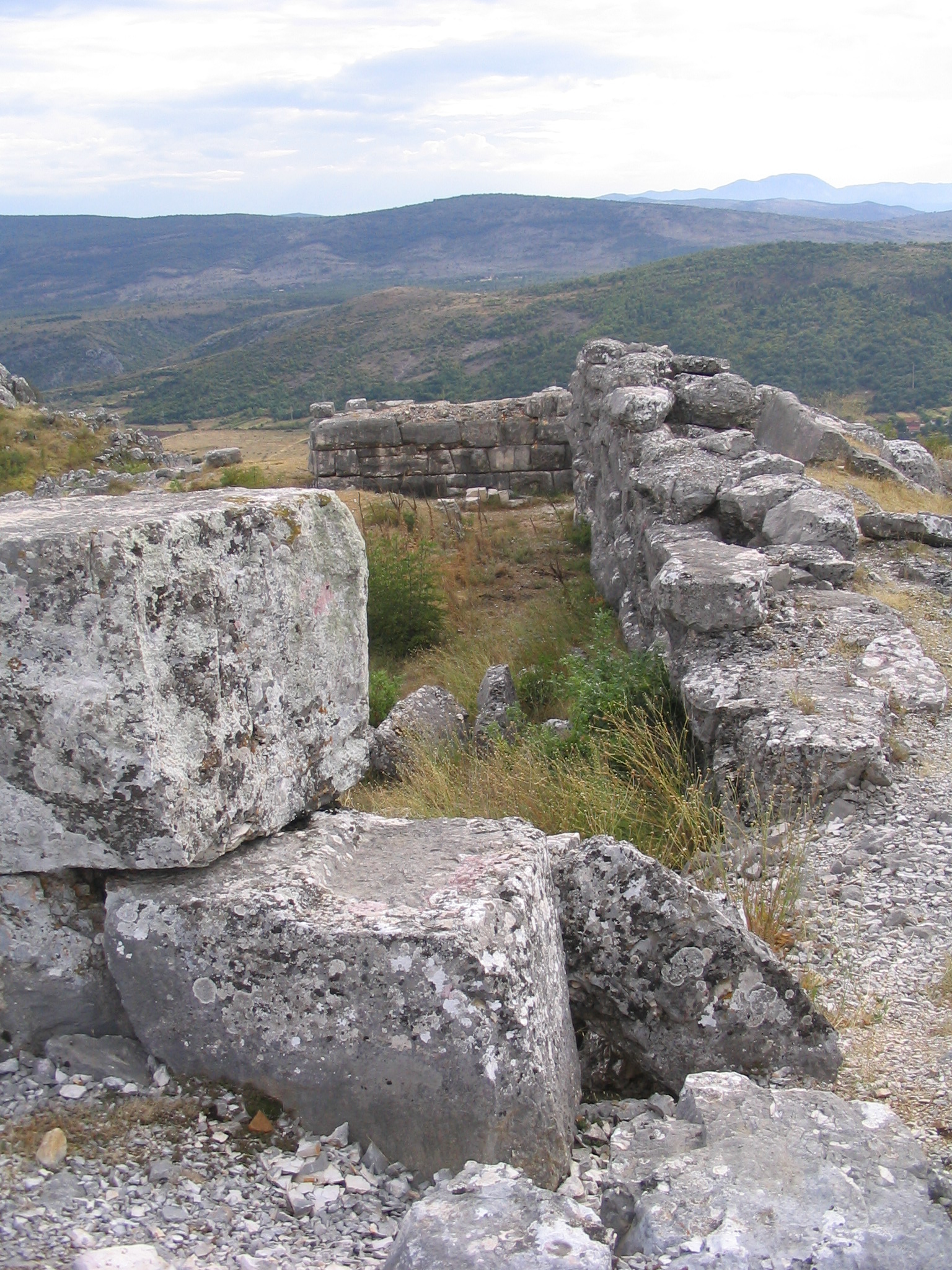
Daorson

### Moyen Âge
Au Moyen Âge, la ville fait partie de la župa de Vidoši et elle est mentionnée pour la première sous le nom de Vidovški dans une charte datée du 19 février 1444 puis dans une série d'autres chartes qui en font une possession de Stjepan Vukčić Kosača. Des sources de le république de Raguse remontant à 1463 désignent la ville sous le nom de Stolac. Les deux noms de Vidoški et de Stolac seront employés en concurrence presque jusqu'à la fin du XIXe siècle.

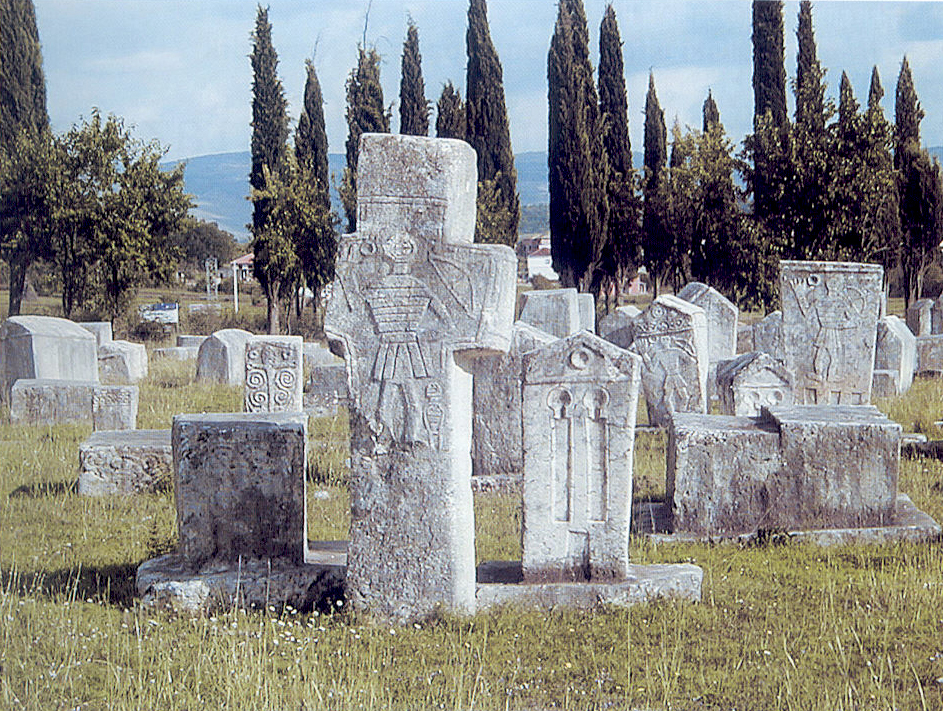
La nécropole de Radimlja près de Stolac

### Période ottomane

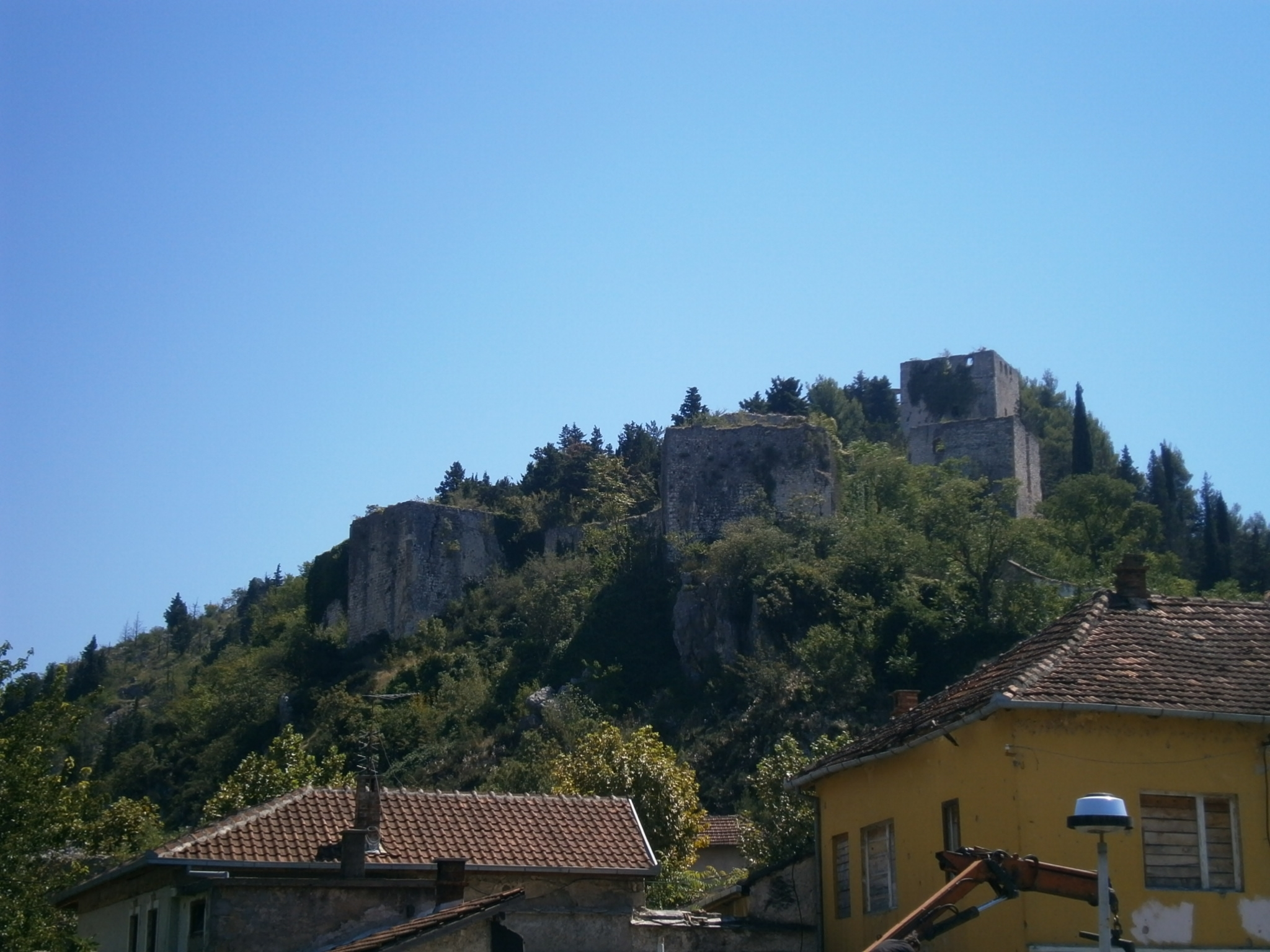
La forteresse de Stolac.

Les Ottomans s'emparent de Stolac, le 13 juin 1456, mais aucune preuve fiable n'y atteste la présence d'une garnison avant le début du XVIIIe siècle. Au XVIIe siècle, les Vénitiens attaquent la ville au moment de la guerre de Candie et de la grande guerre turque. Après le traité de Karlowitz (1699), les Turcs érigent une puissante forteresse à la place de l'ancienne et la ville est restaurée et agrandie ; la ville devient un centre administratif dirigée par une « dizdar » et, en 1706, est créée la « capitainerie » de Stolac, une subdivision administrative locale.
En 1757 et 1859, la forteresse est frappée par la foudre, ce qui provoque l'explosion de ses poudrières et cause d'importants dommages. La première fois, la forteresse est réparée en 1768 au moment où la famille Šarić tenait la capitainerie de la ville ; la seconde fois, elle est réparée par le capitaine Ali Pacha Rizvanbegović.
En 1832, l'armée du capitaine Husein Gradaščević, en rébellion contre l'Empire ottoman et favorable à une indépendance de la Bosnie met en vain le siège devant Stolac. À partir de 1835, les postes de capitaine et de dizdar sont abolis et seule une petite garnison est maintenue dans la ville.

### Période austro-hongroise etXXesiècle
En août 1878, les Austro-Hongrois prennent le contrôle de la Bosnie ; les fortifications sont remises en état en 1883 et, en 1888, une forteresse moderne est construite sur le site de la forteresse ottomane.
Après la guerre de Bosnie-Herzégovine et à la suite des accords de Dayton (1995), une partie du territoire de Stolac a servi à former la nouvelle municipalité de Berkovići, intégrée dans la république serbe de Bosnie.

## Localités

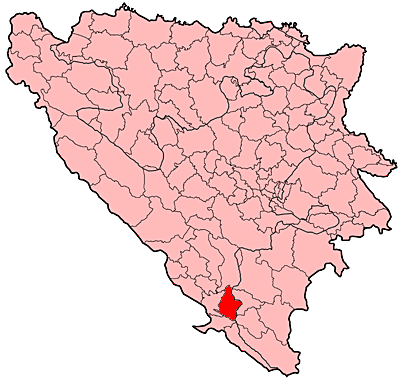
Localisation de la municipalité de Stolac en Bosnie-Herzégovine

La municipalité de Stolac compte 26 localités :
| - Aladinići - Bančići - Barane - Bjelojevići - Borojevići - Brštanik - Burmazi - Crnići-Greda - Crnići-Kula | - Do - Hodovo - Hrgud - Komanje Brdo - Kozice - Kruševo - Ljubljenica - Ošanjići - Pješivac-Greda | - Pješivac-Kula - Poplat - Poprati - Prenj - Rotimlja - Stolac - Trijebanj - Žegulja |

## Démographie

### Villeintra muros

#### Évolution historique de la population dans la villeintra muros
| 1948 | 1953 | 1961  | 1971  | 1981  | 1991  | 2013  |
| ---- | ---- | ----- | ----- | ----- | ----- | ----- |
| -    | -    | 2 970 | 3 809 | 5 210 | 5 530 | 3 957 |

|  |

### Municipalité

#### Évolution historique de la population dans la municipalité
| 1961   | 1971   | 1981   | 1991   | 2013   |
| ------ | ------ | ------ | ------ | ------ |
| 18 542 | 19 230 | 18 910 | 18 681 | 14 889 |

#### Répartition de la population par nationalités dans la municipalité (1991)
En 1991, sur un total de 18 681 habitants, la population se répartissait de la manière suivante :

## Politique
À la suite des élections locales de 2012, les 17 sièges de l'assemblée municipale se répartissaient de la manière suivante :
| Parti                                                        | Sièges |
| ------------------------------------------------------------ | ------ |
| Union démocratique croate de Bosnie et Herzégovine (HDZ BiH) | 10     |
| Parti d'action démocratique (SDA)                            | 4      |
| Parti social-démocrate (SDP)                                 | 2      |
| Parti croate du Droit de Bosnie-Herzégovine (HSP BiH)        | 1      |

Stjepan Bošković, membre de l'Union démocratique croate de Bosnie et Herzégovine (HDZ BiH), a été réélu maire de la municipalité.

## Tourisme

### Nature

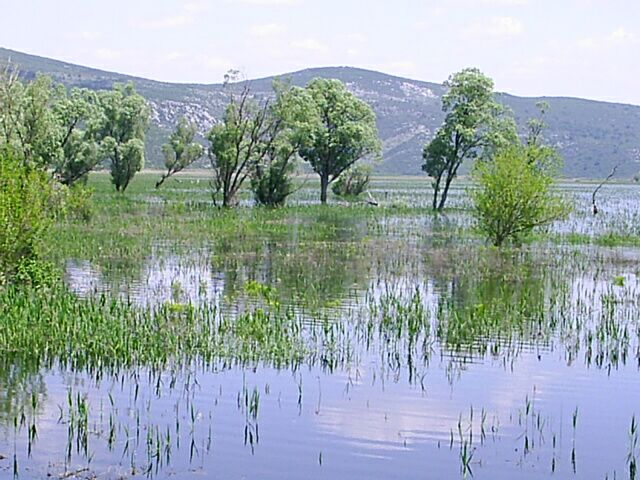
Le parc naturel de Hutovo blato

À proximité immédiate de Stolac se trouve le parc naturel de Hutovo blato qui couvre une superficie de 7 411 ha et qui s'étend sur la municipalité voisine de Čapljina ; ce parc constitue également une réserve ornithologique reconnue depuis 2011 comme une Zone importante pour la conservation des oiseaux (en abrégé ZICO ; en anglais : IBA, pour « Important Bird Area »). Depuis 2001, le parc fait partie des sites Ramsar pour la conservation des zones humides.
Sur territoire de Stolac se trouve la rivière Bregava est site protégé : depuis 1965, la source de la rivière est inscrite sur la liste des monuments naturels géo-morphologiques du pays, ; une chute d'eau sur la rivière est également inscrite. La grotte de Tormonjača est inscrite quant à elle également depuis 1965.

### Monuments culturels

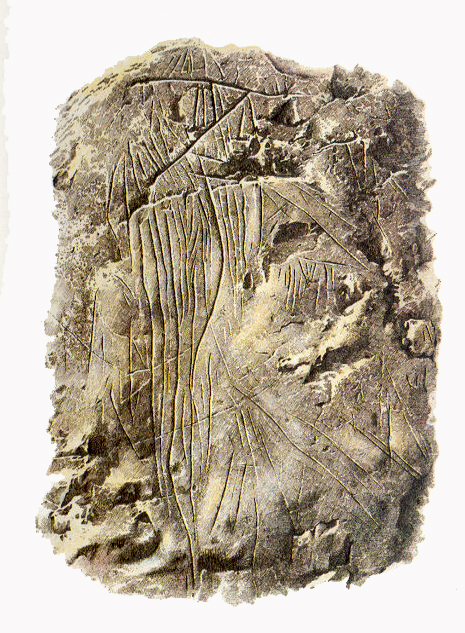
Roche gravée dans la grotte de Badanj

À Borojevići, la grotte de Badanj est un site archéologique dont les découvertes remontent au Paléolithique ; elle conserve des peintures rupestres et des roches gravées datées entre -16 000 et -12 000 av. J.C. ; la grotte est inscrite sur la liste des monuments nationaux de Bosnie-Herzégovine.

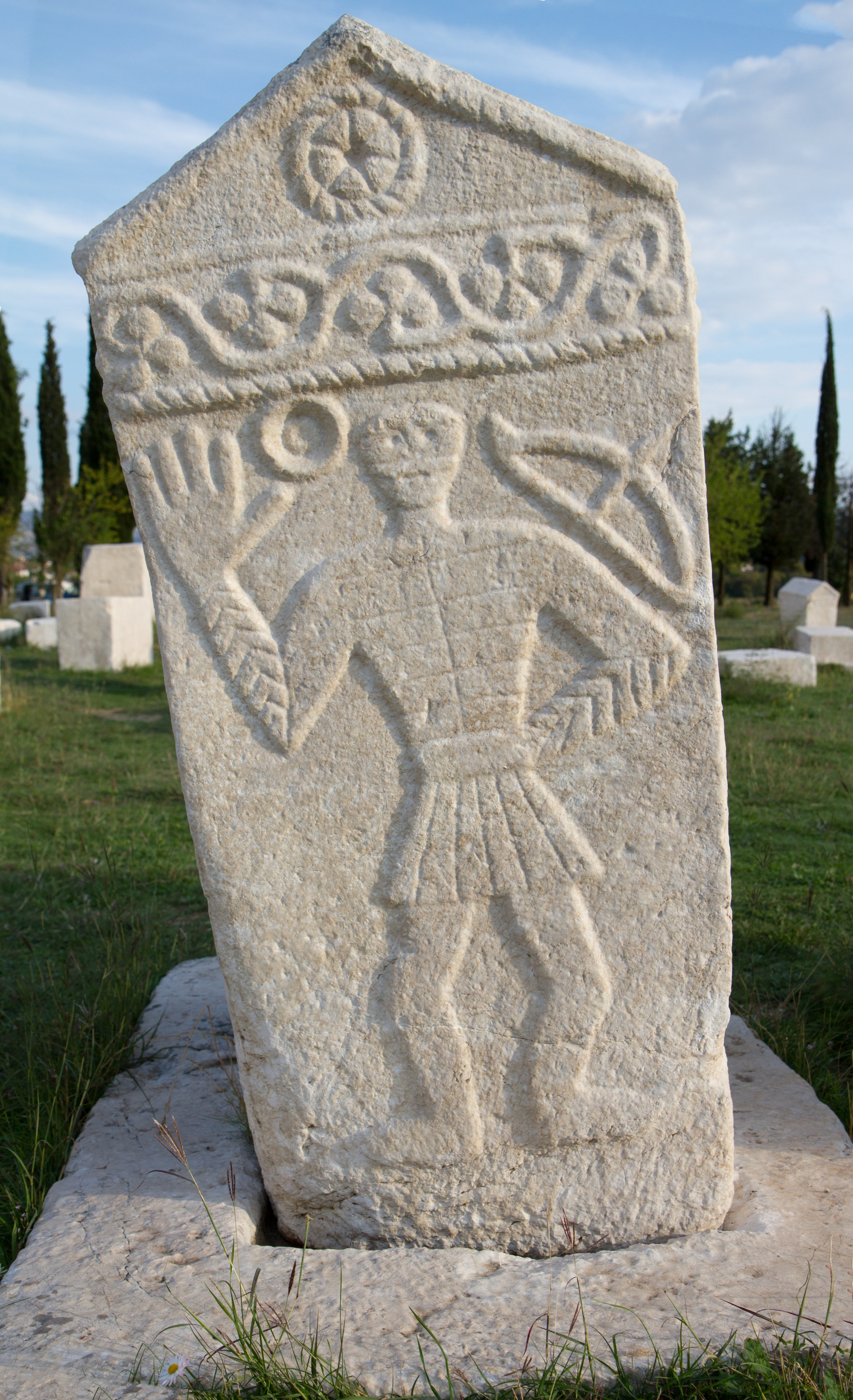
Un stećak dans la nécropole de Radimlja

La municipalité de Stolac est célèbre pour la nécropole médiévale de Radimlja. Sur le territoire du village de Bjelojevići se trouve la nécropole de Boljuni (I et II), qui abrite 370 stećci, un type particulier de tombes médiévales, et quatre tombes cruciformes ; cet ensemble est inscrit sur la liste des monuments nationaux et fait également partie des 22 sites avec des stećci proposés par le pays pour une inscription au patrimoine mondial de l'UNESCO. De nombreuses nécropoles sont disséminées dans la municipalité, comme à Hodovo qui possède quatre nécropoles inscrites sur la liste des monuments nationaux ; ainsi, la nécropole de Glavica abrite 5 tumuli préhistoriques et 52 stećci, la nécropole de Radan krst en abrite 8 , la nécropole de Perića 14 et la nécropole de Pogrebnice 28.
La municipalité possède également un certain nombre de villages anciens, comme Begovina et Vidoški.

## Personnalités liées à Stolac
- Djezzar Pacha (v. 1720-1804), pacha de Saint-Jean-d'Acre et de Galilée qui a combattu au siège de Saint-Jean-d'Acre contre Napoléon ;
- Mak Dizdar (1917-1971), poète bosnien ;
- Ali Pacha Rizvanbegović (1783-1851), « capitaine » (administrateur) de Stolac de 1813 à 1833 ;
- Asaf Duraković (1940-), médecin et poète ;
- Zdravko Šotra (1933-), réalisateur et scénariste ;
- Alija Isaković (1932-1997), écrivain, journaliste et lexicographe ;
- Mehmed Mehmedbašić (1886-1943), révolutionnaire, seul Serbe bosnien du groupe Jeune Bosnie ;
- Salmir Kaplan (1981-), ministre des Sports et de la Culture de Bosnie-Herzégovine.